# 曲頜形翼龍科
曲頜形翼龍科（Campylognathoididae）是群早期翼龍類，通常被分類於喙嘴翼龍亞目（目前被視為並系群）。在1967年，Oskar Kuhn建立這個分類單元，以曲頜形翼龍為名稱來源，最初被分類成一個亞科。

## 分類
以下分類是根據翼龍類專家大衛·安文（David Unwin）在2006年的研究︰
- 曲頜形翼龍科 Campylognathoididae
  - 奧地利翼龍 Austriadactylus
  - 曲頜形翼龍 Campylognathoides (模式屬)
  - 卡尼亞翼龍 Carniadactylus[2]
  - 空枝翼龍 Caviramus[2]
  - 真雙型齒翼龍 Eudimorphodon